# Withee
Withee és una població dels Estats Units a l'estat de Wisconsin. Segons el cens del 2010 tenia 487 habitants, el 2000 encara eren 507.

## Demografia
Segons el cens del 2000, Withee tenia 508 habitants, 213 habitatges, i 142 famílies. La densitat de població era de 233,5 habitants per km².